# Munizip al-Wahat
Al-Wahat, arabisch الواحات, DMG al-Wāḥāt, ist ein Munizip, das im Nordosten der Libysch-Arabischen Republik liegt.

## Geographie
Wesentliche Städte des vergrößerten Munizips sind neben Adschdabiya, al-Agheila, Sultan in Küstennähe sowie Al Labbah und die Oase Jalu im Landesinneren. Angrenzende Munizipien sind derzeit: al-Butnan (im Osten), al-Kufra (im Süden), al-Dschufra (im Südwesten), das Munizip Surt (im Westen), das neue Munizip Banghazi (im Nordwesten), die Munizipien al-Mardsch und al-Dschabal al-Achdar (im Norden) sowie das neue Munizip Darna (im Nordosten). Das Munizip hat ebenfalls ein Stück Staatsgrenze zu Ägypten.

## Geschichte
Bei der letzten Gebietsreform wurde das frühere Munizip al Wahat erheblich vergrößert, indem das Munizip Adschdabiya und Teile des Munizips al-Kufra integriert wurden. Hauptort für das vergrößerte Munizip ist seitdem Adschdabiya.
2001 bis 2007

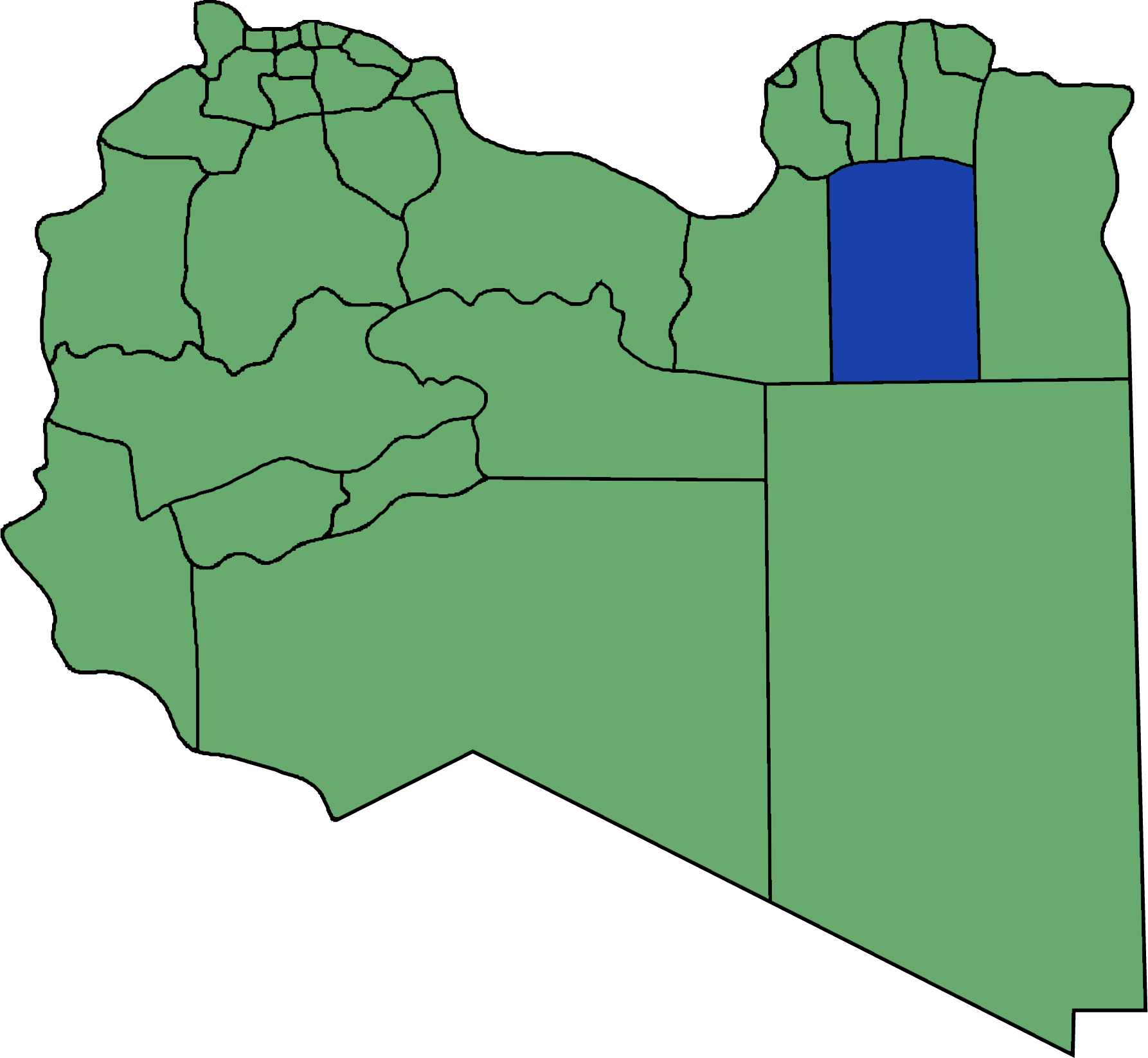
Munizip al Wahat in den Grenzen von 2001 bis 2007

Im gesamten Gebiet von al-Wahat lebten 29.257 Menschen (Stand 2003) auf einer Fläche von insgesamt 108.670 km². Hauptort war vermutlich Al Labbah. Das frühere al-Wahat grenzte an folgende ehemalige Munizipen:
- al-Butnan im Osten
- al-Kufra im Süden
- Adschdabiya im Westen
- al-Hizam al-Achdar im Nordwesten
- al-Mardsch im Nordnordwesten
- al-Dschabal al-Achdar im Norden
- al-Quba im Nordosten